# Pukapuka

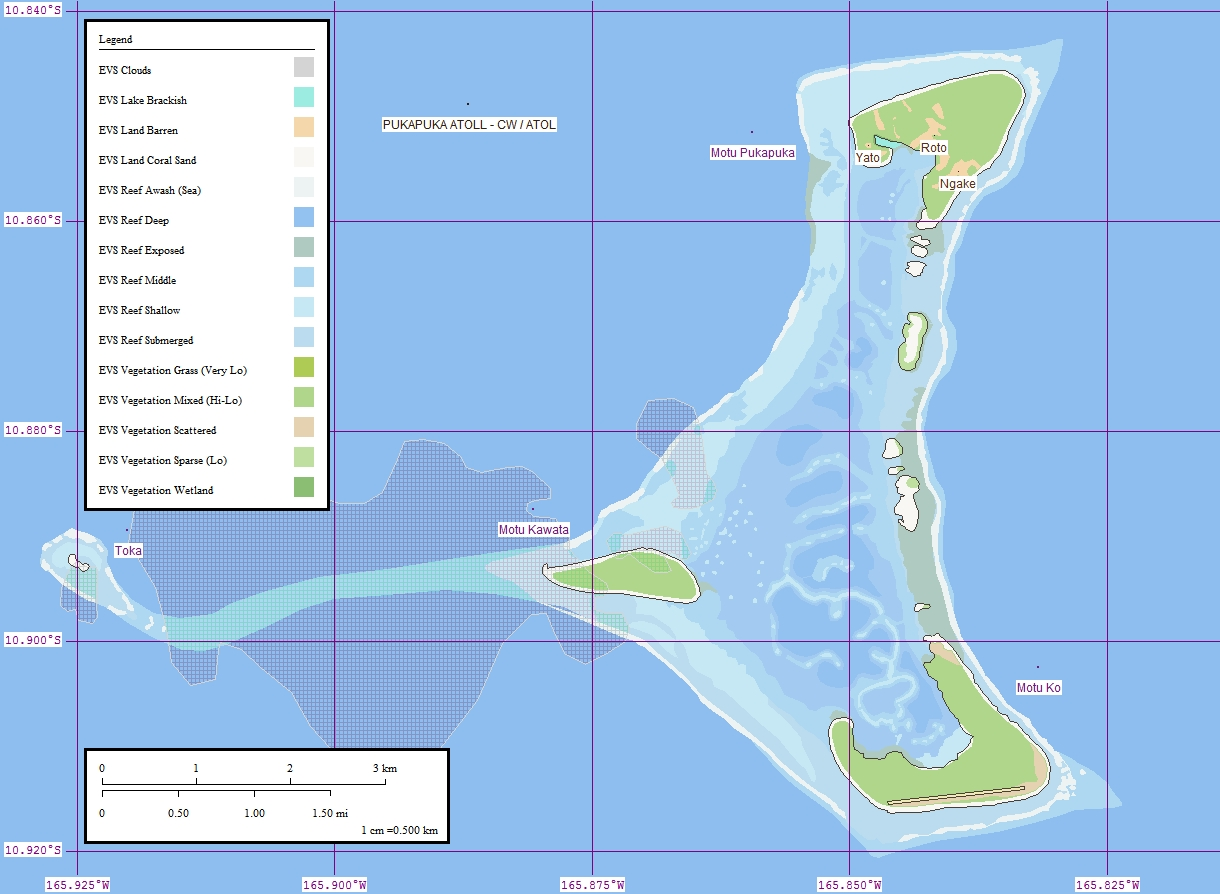
Karta över Pukapuka.

Pukapuka är en av Cooköarnas korallatoller i Stilla havet. Av alla de bebodda öarna i ögruppen är den här den mest avskilda. På ön finns en väl fungerande start- och landningsbana men eftersom ön är närmare Samoa än resten av Cooköarna flygs det väldigt sällan till ön. På Pukapuka bor det 664 personer, enligt 2001 års folkräkning.
Hela öns befolkning hävdas vara ättlingar från fjorton personer som överlevde en tsunami för över 500 år sedan. År 1765 fick ön namnet "Danger Island" (faroön) av en engelsk kommendörkapten som inte kunde gå i land på grund av storm och det kringliggande revet. Namnet finns kvar på vissa kartor.
USA gav upp sina anspråk på ön i ett avtal med Nya Zeeland/Cooköarna den 3 december 1980.